# George Saville
George Alan Saville (Camberley, Surrey, Inglaterra, 1 de junio de 1993), más conocido como George Saville, es un futbolista inglés, Juega como centrocampista y su equipo es el Luton Town F. C. de la League One de Inglaterra. Su hermano mayor, Jack Saville, también militó en el equipo juvenil del Chelsea.

## Trayectoria
George se formó en las inferiores del Reading F. C. En 2004 se unió al Chelsea a los 11 años de edad.
A pesar de su corta estatura, impresionó al jugar como lateral izquierdo, lo que lo promovió a la categoría sub-16 en pocos años. A principios de 2009, su hermano Jack abandonó al Chelsea para unirse al Southampton F. C., pero George decidió no seguirlo, ya que debido a sus actuaciones en la academia, obtuvo una beca, así como la posibilidad de ser promovido al equipo juvenil.
En la temporada 2009-10, a pesar de haber desempeñado partidos como lateral izquierdo en las categorías inferiores, George desempeñó partidos como centrocampista defensivo, posición en la cual mostró la calidad que lo caracterizaba.
En septiembre de 2010 fue inscrito en la Lista B de la plantilla que disputó la Liga de Campeones, utilizando el dorsal #56.

## Selección nacional
Fue internacional con la selección de Inglaterra sub-16, con la cual debutó a principios de 2009.

## Clubes
| Club                          | País       | Año       |
| ----------------------------- | ---------- | --------- |
| Chelsea F. C.                 | Inglaterra | 2012-2014 |
| Millwall F. C. (cedido)       | Inglaterra | 2013      |
| Brentford F. C. (cedido)      | Inglaterra | 2013-2014 |
| Wolverhampton Wanderers F. C. | Inglaterra | 2014-2017 |
| Bristol City F. C. (cedido)   | Inglaterra | 2015      |
| Millwall F. C. (cedido)       | Inglaterra | 2015      |
| Millwall F. C.                | Inglaterra | 2017-2018 |
| Middlesbrough F. C. (cedido)  | Inglaterra | 2018      |
| Middlesbrough F. C.           | Inglaterra | 2019-2021 |
| Millwall F. C.                | Inglaterra | 2021-2025 |
| Luton Town F. C.              | Inglaterra | 2025-     |